# 在籍者 (学習者)

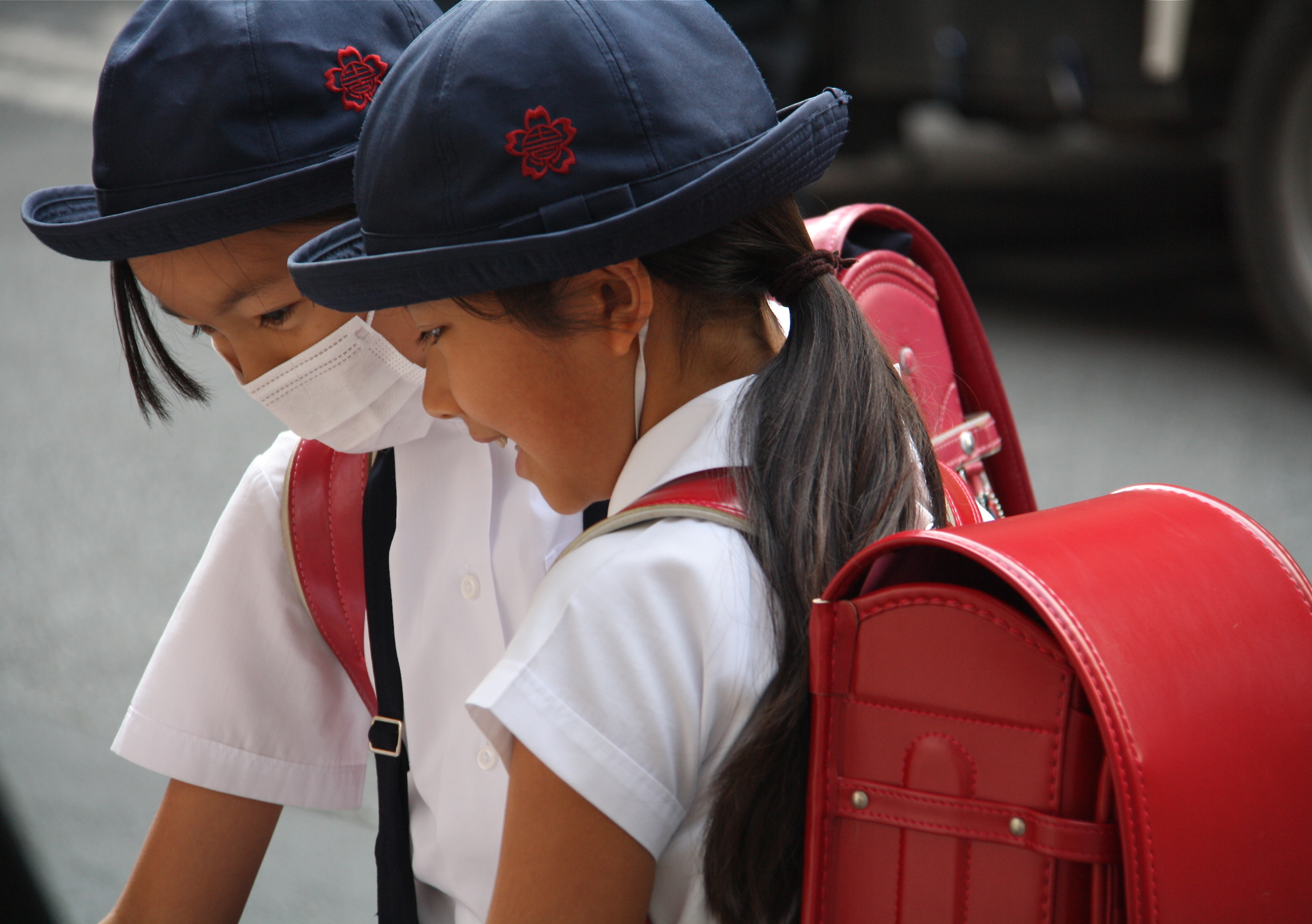
日本のランドセルを背負った小学生（児童）

学習者における在籍者（ざいせきしゃ）は、学校などに在籍している者のことである。

## 教育段階による呼び方の違い

### 歴史
日本で近代教育が行われるようになった当初は全てを「生徒」と称して区別がなかったが、諸外国で大学とそれ以下の学校で学ぶ者の名称が異なることから、1881年8月2日に東京大学の本科生を「学生」と呼ぶことが定められた。

### 法令における呼称
学校教育法（昭和22年法律第26号）および学校教育法の下級命令（省令等）においては、次のとおり学校・課程ごとに呼称が異なっている。また、「中学生」「高校生」などのような通称・俗称が、所属する学校・課程に応じて存在する。
|            | 教育段階   | 教育段階     | 教育段階     | 学校・課程                             | 学校・課程                             | 学校・課程                             | 在籍者の呼称 | 通称・俗称                 | 一般的な年齢     |
| ---------- | ---------- | ------------ | ------------ | -------------------------------------- | -------------------------------------- | -------------------------------------- | ------------ | -------------------------- | ---------------- |
| 一条校     | 就学前教育 | 就学前教育   | 就学前教育   | 幼稚園（広義的には認定こども園を含む） | 幼稚園（広義的には認定こども園を含む） | 幼稚園（広義的には認定こども園を含む） | 幼児         | 幼稚園児（園児）           | 3～6歳           |
| 一条校     | 就学前教育 | 就学前教育   | 就学前教育   | 特別支援学校                           | 幼稚部                                 | 幼稚部                                 | 幼児         | 幼稚園児（園児）           | 3～6歳           |
| 一条校     | 初等教育   | 初等教育     | 義務教育     | 小学校                                 | 小学校                                 | 小学校                                 | 児童         | 小学生                     | 6～12歳          |
| 一条校     | 初等教育   | 初等教育     | 義務教育     | 義務教育学校                           | 前期課程                               | 前期課程                               | 児童         | 小学生                     | 6～12歳          |
| 一条校     | 初等教育   | 初等教育     | 義務教育     | 特別支援学校                           | 小学部                                 | 小学部                                 | 児童         | 小学生                     | 6～12歳          |
| 一条校     | 中等教育   | 前期中等教育 | 義務教育     | 中学校                                 | 中学校                                 | 中学校                                 | 生徒         | 中学生                     | 12～15歳         |
| 一条校     | 中等教育   | 前期中等教育 | 義務教育     | 義務教育学校                           | 後期課程                               | 後期課程                               | 生徒         | 中学生                     | 12～15歳         |
| 一条校     | 中等教育   | 前期中等教育 | 義務教育     | 中等教育学校                           | 前期課程                               | 前期課程                               | 生徒         | 中学生                     | 12～15歳         |
| 一条校     | 中等教育   | 前期中等教育 | 義務教育     | 特別支援学校                           | 中学部                                 | 中学部                                 | 生徒         | 中学生                     | 12～15歳         |
| 一条校     | 中等教育   | 後期中等教育 | 後期中等教育 | 高等学校（高校）                       | 高等学校（高校）                       | 高等学校（高校）                       | 生徒         | 高校生                     | 15～18歳         |
| 一条校     | 中等教育   | 後期中等教育 | 後期中等教育 | 中等教育学校                           | 後期課程                               | 後期課程                               | 生徒         | 高校生                     | 15～18歳         |
| 一条校     | 中等教育   | 後期中等教育 | 後期中等教育 | 特別支援学校                           | 高等部                                 | 高等部                                 | 生徒         | 高校生                     | 15～18歳         |
| 一条校     | 高等教育   | 高等教育     | 高等教育     | 大学                                   | （下記以外）                           | 学部                                   | 学生         | 大学生（学部生）           | 18～22歳         |
| 一条校     | 高等教育   | 高等教育     | 高等教育     | 大学                                   | （下記以外）                           | 大学院                                 | 学生         | 大学院生（院生）           | 22～25/27/28歳   |
| 一条校     | 高等教育   | 高等教育     | 高等教育     | 大学                                   | 短期大学（短大）                       | 短期大学（短大）                       | 学生         | 短大生                     | 18～20/21歳      |
| 一条校     | 高等教育   | 高等教育     | 高等教育     | 高等専門学校（高専）                   | 高等専門学校（高専）                   | 高等専門学校（高専）                   | 学生         | 高専生                     | 15～20歳         |
| 一条校以外 | 一条校以外 | 一条校以外   | 一条校以外   | 専修学校                               | 高等課程（高等専修学校）               | 高等課程（高等専修学校）               | 生徒         | 専門学校生（専門学生）など | 15歳～           |
| 一条校以外 | 一条校以外 | 一条校以外   | 一条校以外   | 専修学校                               | 専門課程（専門学校）                   | 専門課程（専門学校）                   | 生徒         | 専門学校生（専門学生）など | 18歳～           |
| 一条校以外 | 一条校以外 | 一条校以外   | 一条校以外   | 専修学校                               | 一般課程                               | 一般課程                               | 生徒         | 専門学校生（専門学生）など | 学校により異なる |
| 一条校以外 | 一条校以外 | 一条校以外   | 一条校以外   | 各種学校                               | 各種学校                               | 各種学校                               | 生徒         | 専門学校生（専門学生）など | 学校により異なる |

### 法令上の「学生」について

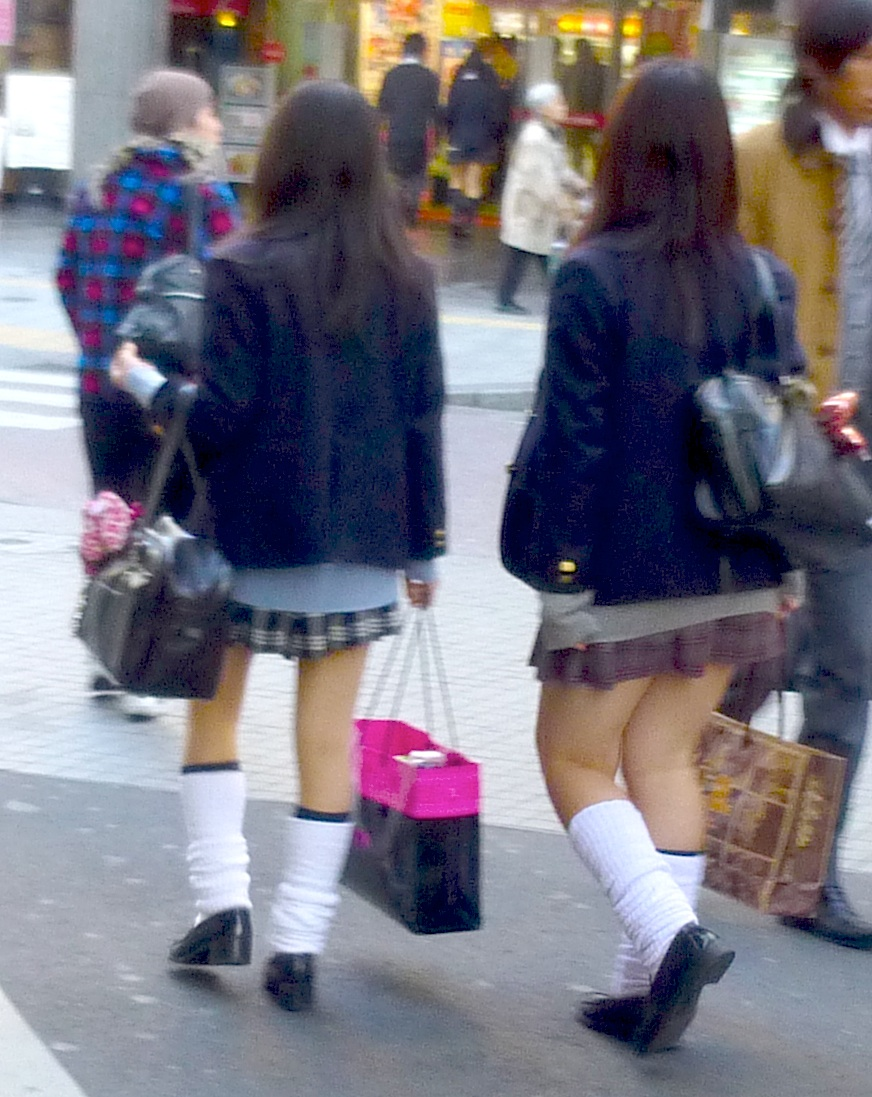
制服を着崩した女子高生（2012年）

上記のうち、高等教育を受けている「学生」とは、大学（短期大学および大学院を含む）および高等専門学校の「正規の課程」「別科」「専攻科」に在籍している者を指す用語である。この場合、学校教育法第105条に規定する「特別の課程」（履修証明制度）における学習者、その他研究生・聴講生・科目等履修生などはこれに含まれない。
これらのほか、文部科学省所管外の施設においても、「防衛大学校」または「防衛医科大学校」にて幹部自衛官となるための教育訓練を受けている者を、法令により「学生」と呼んでいる。

### 広義上の「学生」「生徒」について
高等教育を受けている者のほか、学校等の教育施設に在籍する者を総称して「学生」と呼ぶことがある。
この場合、学生の語に大学・高等専門学校の研究生・聴講生・科目等履修生を含め、さらに中等教育を受けている就学者（中学校・高等学校等に在籍している「生徒」）も広義の「学生」と呼ぶことがある（例：学生証、学生服（もともとは大学生を対象に発案されたためこのような通称となっているが、中等教育のものは正確には「生徒手帳」「標準服／制服」という）、学生割引など）。
また、初等教育を受けている「児童」や就学前教育を受けている「園児」も含めて「生徒」（「学童（がくどう）」とも）と呼ぶことがあれば、学生および生徒を総称して「学徒（がくと）」と呼ぶこともある（例：学徒出陣）。
また、学校ではなく児童福祉施設に当たる保育所（保育園）に在籍している者に対しても「園児（保育園児）」「児童」などと呼ぶこともある。

### 報道等での呼称
日本の新聞やテレビの報道でも、初等教育就学者を「児童」、中等教育就学者を「生徒」、高等教育就学者などを「学生」とし、それら以外については「予備校生」（専修学校・各種学校でないものも含めて）「専門学校生」「大学院生」などと区別している。また、2023年現在、14歳以上18歳未満で逮捕された者は「生徒」または「少年・少女」と呼ばれるが、18歳以上で逮捕された者は2022年の法改正により成人年齢が20歳から18歳に引き下げられたことで、学生であるかに拘らず「男・女」と報道されることが多い。

## 学生証、学生・生徒への優遇
日本において学生や生徒は、学生証という身分証明書を持つ事によって自分自身の身分を証明することができる。なお、児童や幼児に対して身分証明書の交付が行われることは日本ではあまりない。
日本にも学生割引（学割）と呼ばれる文化があり、このサービスがある場合、学生や生徒は学生証等を提示することによって物品やサービス（公共交通機関や、入館料など）を通常より低い値段で受けることができる。この制度の目的としては、苦学生の支援、若いうちに文化に触れてほしいという意図、自由になる金銭の少ない学生については割引をする事でかえって売り上げを伸ばせる、など様々である。ソフトウェアにおいて学生割引・教職員割引などを行うパッケージは、アカデミックパッケージなどと呼ばれる。
日本の学生や生徒が日本国外で学生の身分を証明する方法としては、世界的に通用する国際学生証があり、日本国外では、これを提示して学生割引を受けることもできる。
また、20歳以上の日本居住者には基本的には国民年金や国民健康保険料の支払い義務があるが、学生や生徒は一定条件の下での支払いを国民年金については延期、国民健康保険料については減免できる制度がある。国民年金の支払い延期について、詳しくは学生納付特例制度を参照のこと。